# Mentor (Marvel Comics)
Pour les articles homonymes, voir Mentor.
A'Lars, alias Mentor est un super-héros évoluant dans l'univers Marvel de la maison d'édition Marvel Comics. Créé par scénariste Mike Friedrich et le dessinateur Jim Starlin, le personnage de fiction apparaît pour la première fois dans le comic book Iron Man #55 en février 1973.

## Biographie du personnage
A'Lars est le second fils de Daina et Kronos, deux Éternels de la première génération. Cette race est issue d'une expérience menée par les Célestes.
A'Lars et son frère Zuras sont élevés après la grande guerre civile qui a divisé la colonie. Leur père Kronos est le chef de la faction qui l'emporte.
Kronos « meurt » ensuite par accident dans son laboratoire (sa forme astrale réussit à survivre). Cette explosion donne une quasi-immortalité aux Éternels.
Arrivés à l'âge adulte, Zuras et A'Lars sont jugés par une assemblée pour décider lequel deviendra le nouveau chef. Zuras est élu, et il bannit A'Lars.
Celui-ci s'exile sur Titan, une lune de Saturne, où se sont établis Uranos, son oncle, et ses fidèles. Pourtant, il ne decouvre qu'une survivante sur la planète : Sui-san. A'Lars, prenant le nom de Mentor, s'unit à Sui-san, et ils repeuplent la colonie de leur nombreuse progéniture.
Sui-san et ses enfants ne sont pas immortels comme A'Lars, bien qu'ils puissent vivre plusieurs siècles. Deux de ses enfants, Eros (Starfox) et Thanos (un mutant), deviennent célèbres.
Thanos tue sa mère en attaquant Titan, puis cherche à éliminer tous les membres de sa nombreuse famille, réduisant la population de la lune à 17 Éternels.
À l'aide des Vengeurs, Mentor parvient à repousser Thanos, puis s’attelle à reconstruire son monde. Il doit par la suite affronter d'autres ennemis, comme Isaac le robot, Stellarax et Tartarus. Mentor dirige toujours Titan.

## Pouvoirs et capacités
Mentor possède les pouvoirs propres à sa race, les Éternels. Il peut soulever un peu plus d'une tonne, léviter et voler à 800 km/h. Il peut projeter de l'énergie de ses mains, équivalente à 50 tonnes de TNT, de quoi détruire un immeuble de 12 étages.